# Stubbdaggkåpa (växt)
Stubbdaggkåpa (Alchemilla obtusa) är en rosväxtart som beskrevs av Robert Buser. Stubbdaggkåpa ingår i släktet daggkåpor, och familjen rosväxter. Enligt den finländska rödlistan är arten nära hotad i Finland. Artens livsmiljö är hagmarker och lövängar.

## Underarter
Arten delas in i följande underarter:
- A. o. obtusa
- A. o. trapezialis
- A. o. pennatissima
- A. o. subpennata